# Чемпионат Таджикской ССР по футболу
Чемпионат Таджикской ССР по футболу — футбольный турнир, выявлявший сильнейшие таджикские футбольные команды. Разыгрывался в 1937, 1948-1991 годах между клубными командами и коллективами физической культуры согласно системе футбольных лиг Советского Союза.

## История
В 1930-е годы популярность футбола в республике значительно возросла. Если в предыдущем десятилетии малознакомый пока местному населению вид спорта культивировался преимущественно в северном Таджикистане, где было создано несколько команд из числа страстных энтузиастов игры в кожаный мяч, то теперь футбольные клубы возникали повсеместно, в том числе и в столице республики — в городе Сталинабад.
Чаще всего показательные матчи между футбольными командами проводились в праздничные дни, и на стадионах собиралось большое количество зрителей. Наибольший интерес любителей футбола Сталинабада, привлекали поединки двух коллективов города — «Динамо» и «Спартака». Бескомпромиссные встречи этих клубов всегда сопровождались аншлагами на трибунах.
24 июля 1937 года динамовцы и спартаковцы столицы провели матч, весь кассовый сбор которого был передан в фонд помощи Республике Испания. Что касается игры, то она завершилась со счетом 4:1 в пользу «Динамо».
В 1937 году было принято решение о проведении первого чемпионата Таджикской ССР по футболу. Желание участвовать в нём изъявили около 20 клубов. В предварительном турнире они были разбиты на 3 территориальные группы, победители которых вышли в финальный турнир.
Сильнейшая в то время в республике команда — сталинабадское «Динамо» — была освобождена от предварительных игр и автоматически присоединялась к финалистам. Решающие матчи за первенство начались 30 октября на сталинабадском стадионе «Динамо», где компанию хозяевам поля составили спартаковцы Сталинабада и Ленинабада, а также динамовцы из Кировабада (ныне — Пяндж).
Скоротечный турнир прошёл с явным преимуществом хозяев, которые поочередно и уверенно переиграв всех соперников, стали первыми чемпионами республики по футболу. Второе место занял «Спартак» из Ленинабада, третьими были динамовцы Кировабада.
В 1938—1947 годах из-за последовавших финансовых проблем и Второй мировой войны чемпионат Таджикской ССР не проводился. И только в 1948 году чемпионат был возрождён, и вплоть до 1991 года он проводился регулярно.
Всё больше и больше интереса к футболу проявляли студенческая молодёжь, профсоюзные общества и производственные коллективы республики.
За всю советскую историю самым успешным футбольным клубом республики является сталинабадское/душанбинское «Динамо», которое 7 раз становилось чемпионом и 12 раз — обладателем Кубка Таджикской ССР.
После распада СССР и обретения Таджикистаном независимости, данный турнир изменил свой статус на Высшую лигу впервые образованного национального Чемпионата Таджикистана по футболу.

## Победители 45 чемпионатов Таджикской ССР[1]
| - 1937 (1-й). «Динамо» (Сталинабад) — 1-й раз. - 1938—1947 — чемпионаты не проводились. - 1948 (2-й). «Гиссар» (Гиссар) — 1-й раз. - 1949 (3-й). «Динамо» (Сталинабад) — 2-й раз. - 1950 (4-й). «Динамо» (Сталинабад) — 3-й раз. - 1951 (5-й). «Динамо» (Сталинабад) — 4-й раз. - 1952 (6-й). «Профсоюзы» (Ленинабад) — 1-й раз. - 1953 (7-й). «Динамо» (Сталинабад) — 5-й раз. - 1954 (8-й). «Профсоюзы-1» (Ленинабад) — 1-й раз. - 1955 (9-й). «Динамо» (Сталинабад) — 6-й раз. - 1956 (10-й). «Металлург» (Ленинабад) — 1-й раз. - 1957 (11-й). «Таксобаза» (Сталинабад) — 1-й раз. | - 1958 (12-й). «Динамо» (Сталинабад) — 7-й раз. - 1959 (13-й). «Курома» (Табошар) — 1-й раз. - 1960 (14-й). «Пограничник» (Сталинабад) — 1-й раз. - 1961 (15-й). «Вахш» (Курган-Тюбе) — 1-й раз. - 1962 (16-й). «Пограничник» (Душанбе) — 2-й раз. - 1963 (17-й). ДСА (Душанбе) — 3-й раз. - 1964 (18-й). «Звезда» (Душанбе) — 4-й раз. - 1965 (19-й). «Звезда» (Душанбе) — 5-й раз. - 1966 (20-й). «Волга» (Душанбе) — 2-й раз. - 1967 (21-й). «Ирригатор» (Душанбе) — 1-й раз. - 1968 (22-й). «Ирригатор» (Душанбе) — 2-й раз. - 1969 (23-й). «Ирригатор» (Душанбе) — 3-й раз. | - 1970 (24-й). «Пединститут» (Душанбе) — 1-й раз. - 1971 (25-й). ТИФК (Душанбе) — 1-й раз. - 1972 (26-й). «Нефтяник» (Ленинский район) — 1-й раз. - 1973 (27-й). ТПИ (Душанбе) — 1-й раз. - 1974 (28-й). СКИФ (Душанбе) — 2-й раз. - 1975 (29-й). СКИФ (Душанбе) — 3-й раз. - 1976 (30-й). СКИФ (Душанбе) — 4-й раз. - 1977 (31-й). «Металлург» (Регар) — 1-й раз. - 1978 (32-й). «Пахтакор» (Курган-Тюбе) — 2-й раз. - 1979 (33-й). «Трудовые резервы» (Душанбе) — 1-й раз. - 1980 (34-й). «Чашма» (Шаартуз) — 1-й раз. - 1981 (35-й). «Трикотажник» (Ура-Тюбе) — 1-й раз. | - 1982 (36-й). «Трикотажник» (Ура-Тюбе) — 2-й раз. - 1983 (37-й). «Трикотажник» (Ура-Тюбе) — 3-й раз. - 1984 (38-й). «Трикотажник» (Ура-Тюбе) — 4-й раз. - 1985 (39-й). «Вахш» (Курган-Тюбе) — 3-й раз. - 1986 (40-й). СКИФ (Душанбе) — 5-й раз. - 1987 (41-й). СКИФ (Душанбе) — 6-й раз. - 1988 (42-й). СКИФ (Душанбе) — 7-й раз. - 1989 (43-й). «Металлург» (Турсун-Заде) — 2-й раз. - 1990 (44-й). «Автомобилист» (Курган-Тюбе) — 1-й раз. - 1991 (45-й). «Сохибкор» (Душанбе) — 1-й раз. |

## Клубы — лидеры по победам в чемпионатах Таджикской ССР
| Клуб                                   | Чемпионства                                  |
| -------------------------------------- | -------------------------------------------- |
| Динамо (Сталинабад/Душанбе)            | 7 (1937, 1949, 1950, 1951, 1953, 1955, 1958) |
| ТИФК/СКИФ (Душанбе)                    | 7 (1971/1974, 1975, 1976, 1986, 1987, 1988)  |
| Трикотажник (Ура-Тюбе)                 | 4 (1981, 1982, 1983, 1984)                   |
| ДСА/Звезда (Сталинабад/Душанбе)        | 3 (1963/1964, 1965)                          |
| Ирригатор (Душанбе)                    | 3 (1967, 1968, 1969)                         |
| Вахш/Пахтакор/Вахш (Курган-Тюбе)       | 3 (1961/1978/1985)                           |
| Пограничник (Душанбе)                  | 2 (1960, 1962)                               |
| Профсоюзы/Профсоюзы-1 (Ленинабад)      | 2 (1952/1954)                                |
| Таксобаза (Сталинабад)/Волга (Душанбе) | 2 (1957/1966)                                |
| Металлург (Регар/Турсун-Заде)          | 2 (1977/1989)                                |

## Призёры чемпионатов Таджикской ССР (1937, 1948—1955)[1]
| Сезон | Чемпион                      | 2-е место                    | 3-е место                    |
| 1937  | «Динамо» (Сталинабад)        | «Спартак» (Ленинабад)        | «Динамо» (Кировабад)         |
| 1948  | «Гиссар» (Гиссар)            | «Спартак» (Сталинабад)       | «Ленинабад» (Ленинабад)      |
| 1949  | «Динамо» (Сталинабад)        | «Гиссар» (Гиссар)            | «Динамо» (Ленинабад)         |
| 1950  | «Динамо» (Сталинабад)        | «Гиссар» (Гиссар)            | «Динамо» (Ленинабад)         |
| 1951  | «Динамо» (Сталинабад)        | ОДО (Сталинабад)             | «Урожай» (Курган-Тюбе)       |
| 1952  | «Профсоюзы» (Ленинабад)      | «Динамо» (Сталинабад)        | «Гиссар» (Гиссар)            |
| 1953  | «Динамо» (Сталинабад)        | «Профсоюзы-2» (Ленинабад)    | «Профсоюзы-1» (Ленинабад)    |
| 1954  | «Профсоюзы-1» (Ленинабад)    | «Профсоюзы-2» (Ленинабад)    | «Динамо» (Сталинабад)        |
| 1955  | «Динамо» (Сталинабад)        | «Металлург» (Ленинабад)      | «Буревестник» (Сталинабад)   |
| 1976  | «СКИФ» (Душанбе)             |                              | «Трудовые Резервы» (Душанбе) |
| 1982  | «Трикотажник» (Ура-Тюбе)     | «СКИФ» (Душанбе)             | «Чашма» (Шаартуз)            |
| 1985  | «Вахш» (Курган-Тюбе)         | «Автомобилист» (Курган-Тюбе) |                              |
| 1989  | «Металлург» (Турсунзаде)     | «Киропль» (Шахристан)        | «Трикотажник» (Ура-Тюбе)     |
| 1990  | «Автомобилист» (Курган-Тюбе) | «Хосилот» (Фархар)           | «Равшан» (Куляб)             |

## Команды — чемпионы Таджикской ССР
- «Динамо» (Сталинабад/Душанбе) — подведомственный при НКВД футбольный коллектив спортивного общества «Динамо». Свой последний трофей клуб завоевал в 1996 году, став  чемпионом Таджикистана. В 1998 году был реорганизован, а вновь воссоздан — в 2020 году.
- «Гиссар» (Гиссар) — коллектив физической культуры работников Гиссарского хлопкоочистительного завода.
- «Профсоюзы»/«Профсоюзы-1» (Ленинабад) — коллектив физической культуры работников профсоюзных обществ Ленинабадской области.
- «Металлург» (Ленинабад) — коллектив ...
- «Таксобаза» (Сталинабад)/«Волга» (Душанбе) — коллектив физической культуры работников ПО «Таксомоторная база» №1.
- «Курома» (Табошар) — коллектив физической культуры работников Табошарской ГОК (в 2013 году город был переименован в Истиклол).
- «Пограничник» (Сталинабад/Душанбе) — коллектив физической культуры Пограничных войск при Министерстве обороны Таджикской ССР.
- ОДО/ДСА/«Звезда» (Сталинабад/Душанбе) — коллектив физической культуры Окружного Дома офицеров/Дома Советской Армии Министерства обороны Таджикской ССР. Ныне команда носит название  ЦСКА и выступает в Высшей лиге чемпионата Таджикистана по футболу.
- «Ирригатор» (Душанбе) — коллектив физической культуры Министерства мелиорации Таджикской ССР.
- «Пединститут» (Душанбе) — коллектив физической культуры студентов и преподавательского состава Таджикского государственного педагогического института (ТГПИ) имени В.И. Ленина. Ныне называется Таджикский государственный педагогический университет (ТГПУ) имени Садриддина Айни.
- ТИФК/СКИФ (Душанбе) — коллектив физической культуры студентов и преподавательского состава Таджикского института физической культуры (ТИФК). Ныне называется Таджикский физкультурный институт (ТФКИ) имени Саидмумина Рахимова.
- «Нефтяник» (Ленинский район) — коллектив ...
- ТПИ (Душанбе) — коллектив физической культуры студентов и преподавательского состава Таджикского политехнического института (ТПИ). Ныне называется Таджикский технический университет (ТТУ) имени академика Мухаммада Осими.
- «Металлург» (Регар/Турсун-Заде) — коллектив физической культуры работников Таджикского алюминиевого завода (ТадАЗ). Ныне команда носит название  «Регар-ТадАЗ» и выступает в Высшей лиге чемпионата Таджикистана по футболу. Является 3-кратным обладателем Кубка президента АФК.
- «Пахтакор»/«Вахш» (Курган-Тюбе) — коллектив физической культуры работников хлопкоочистительного завода. Ныне команда носит название  «Бохтар» (Хатлон) и выступает в Высшей лиге чемпионата Таджикистана по футболу. Является финалистом Кубка президента АФК.
- «Трудовые резервы» (Душанбе) — коллектив физической культуры работников профсоюзных обществ (СовПроф) города Душанбе.
- «Чашма» (Шаартуз) — футбольный клуб, созданный по инициативе председателя райисполкома района Шаартуз Алимамада Ниезмамадовича Ниезмамадова[2].
- «Трикотажник» (Ура-Тюбе) — коллектив физической культуры работников Уратюбинской трикотажной фабрики. Ныне команда носит название  «Истаравшан» (Истаравшан) и выступает в Высшей лиге чемпионата Таджикистана по футболу.
- «Автомобилист» (Курган-Тюбе) — коллектив ...
- «Сохибкор» (Душанбе) — коллектив ...

## Известные игроки и ветераны таджикского футбола (1930—1960-е годы)
- / Бабич Петр
- / Глазунов В
- / Голдобин В
- / Долтабаев Рустам
- / Захаров К
- / Каширский В
- / Кеворков Р
- / Костюхин С
- / Корюхин А
- / Мансуров Д
- / Назаренко М
- / Погорелов Константин
- / Пятницкий Г
- / Ребров Г
- / Сизов Г
- / Смолин В
- / Титов Г
- / Ходаков С